# Université du Proche-Orient
L’université du Proche-Orient (turc : Yakın Doğu Üniversitesi) est une université privée située à Nicosie-Nord dans la république turque de Chypre du Nord.
Fondée en 1988 par Suat Günsel, l’université du Proche-Orient comporte 16 facultés avec 90 départements, 4 écoles professionnelles, 2 lycées et 4 graduate schools.
Avec environ 25 000 étudiants, c’est la plus grosse université de Chypre du Nord.

## Organisation

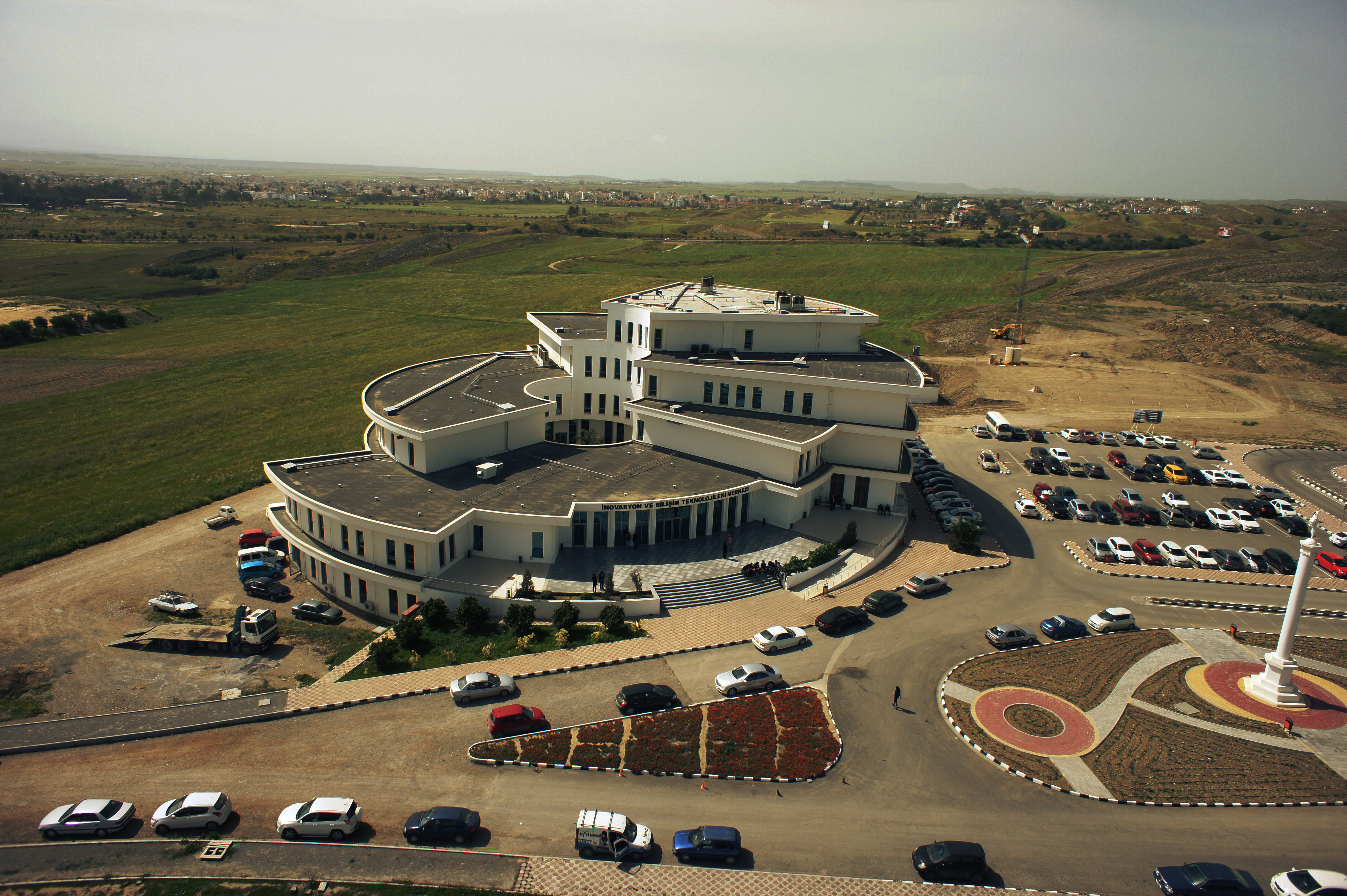
La faculté d’ingénierie

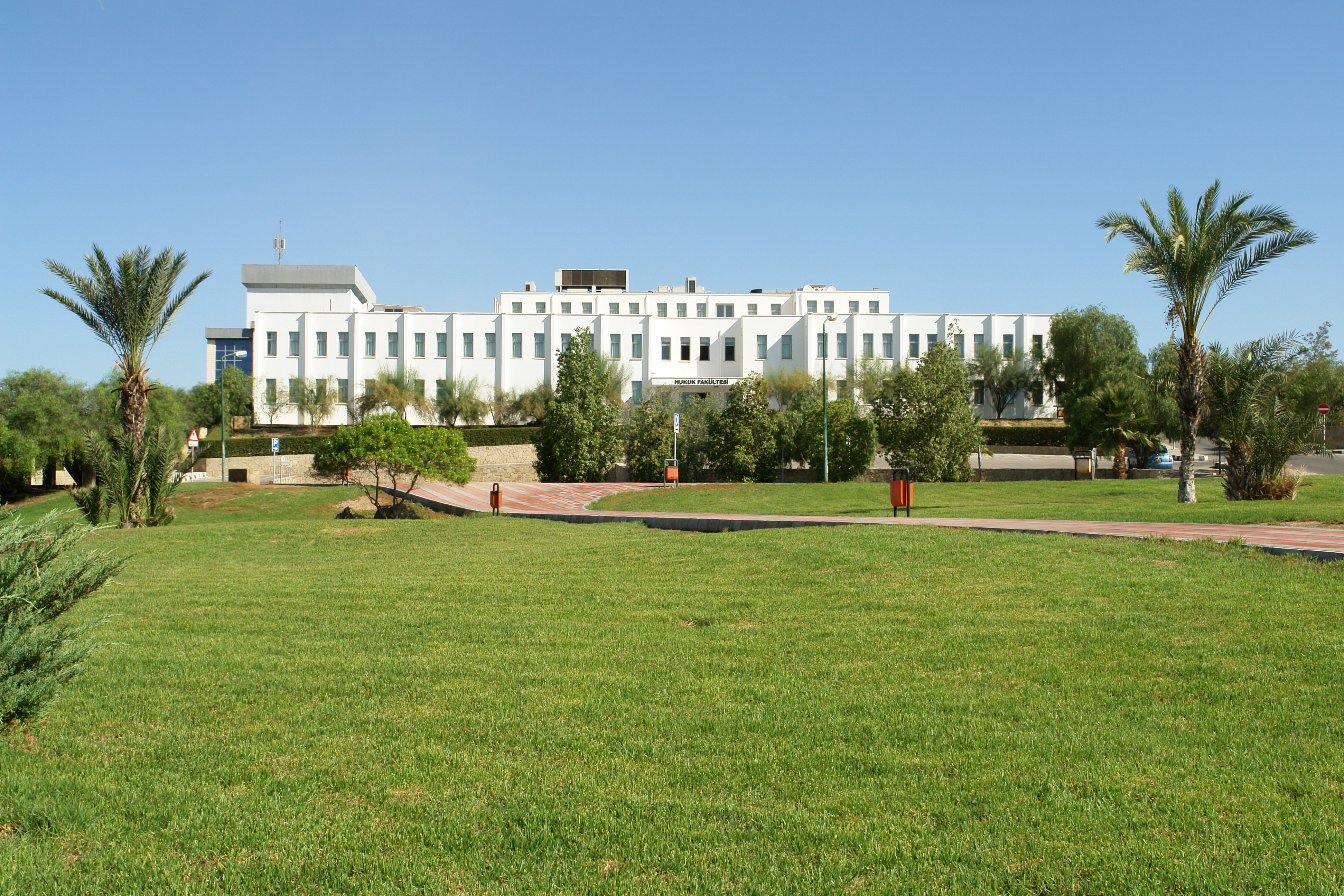
La faculté de droit

L’université comporte 16 facultés avec 90 départements :
- Faculté d’éducation Atatürk
- Faculté d’architecture
- Faculté d’arts et sciences
- Faculté de communication
- Faculté de dentaire
- Faculté de théologie
- Faculté de sciences économiques et administratives
- Faculté d’ingénierie
- Faculté des beaux-arts de du design
- Faculté de santé
- Faculté de droit
- Faculté d’études maritimes
- Faculté de médecine
- Faculté du spectacle vivant
- Faculté de pharmacie
- Faculté de médecine vétérinaire